# De Lane Lea Studios
A De Lane Lea stúdió a londoni Soho körzetben elhelyezkedő zenei stúdió. Bár főleg televízió műsorok és játékfilmek szinkronizálására használják, híres könnyűzenei művészek is vettek fel itt dalokat, például a Beatles, a Who, Jimi Hendrix, a Rolling Stones, az Electric Light Orchestra, a Pink Floyd és a Deep Purple. 1971-ben a Queen együttes itt vette fel a legelső közös demóját.
A stúdiót 1947-ben alapította Jacques De Lane Lea, a brit kormány attaséja, főként azért, hogy angol filmeket francia nyelvre szinkronizáljanak. A piaci igényeknek megfelelően az 1960-as és 1970-es évekre egyre inkább bővült a könnyűzenei felvételek száma. Manapság mozis és televíziós filmek hangtechnikai utómunkálatait végzik hat különböző címen álló stúdióban.

## Külső hivatkozások
- A De Lane Leas stúdió az IMDb-n.